# Grabeljšek
Grabeljšek je priimek v Sloveniji, ki ga je po podatkih Statističnega urada Republike Slovenije na dan 1. januarja 2010 uporabljalo 40 oseb in je med vsemi priimki po pogostosti uporabe uvrščen na 8.711. mesto.

## Znani nosilci priimka
- Karel Grabeljšek (1906—1985), pisatelj, novinar in urednik